# Capsula (gruppo musicale)
Capsula è una band rock argentina formatasi nel 1998. Il loro nome è ispirato alla canzone Space Oddity di David Bowie.
Nonostante non avessero ancora pubblicato un album, hanno iniziato la loro carriera suonando in vari club europei, mettendo in mostra performance dal vivo energiche e grezze. Con il tempo, la band ha attirato l'attenzione del produttore Tony Visconti, noto per il suo lavoro con David Bowie e T. Rex. Visconti è rimasto colpito dalla loro musica e ha prodotto l'album Solar Secrets nel 2013. L'album è stato accolto positivamente dalla critica; la rivista Rolling Stone lo ha descritto come "garage-glam heaven on a platter".
I Capsula sono diventati noti per le loro intense performance dal vivo e per lo stile unico. Hanno fatto tournée in Europa, Stati Uniti e Sud America, suonando con artisti come Iggy Pop, Os Mutantes e Pearl Jam. La loro musica è un mix di garage rock, punk, rock psichedelico e stoner.
Nel 2024, per celebrare il loro 25° anniversario, hanno pubblicato l'album Primitivo Astral, registrato, mixato e masterizzato presso il loro studio, Silver Recordings, a Bilbao. L'album combina elementi primordiali e cosmici, offrendo un viaggio sonoro unico tra riff monumentali e paesaggi sonori psichedelici.

## Discografia
- 1999 – Sublime
- 2009 – Rising Mountains
- 2013 – Solar Secrets
- 2019 – Bestiarium
- 2024 – Primitivo Astral